# Ondřejovice (železniční zastávka)
Ondřejovice jsou železniční zastávka (dříve rovněž nákladiště), která se nachází na území města Zlaté Hory v okrese Jeseník, leží mimo zástavbu severně od osady Ondřejovice a jihovýchodně od osady Salisov. Zastávka leží v km 4,225 neelektrizované jednokolejné trati Mikulovice – Zlaté Hory mezi stanicí Mikulovice a dopravnou Zlaté Hory.

## Historie
Zastávka s tehdejším názvem	Endersdorf byla otevřena 31. října 1896, tedy současně se zahájením provozu na trati z Mikulovic do Zlatých Hor. Od roku 1918 nese zastávka české pojmenování Ondřejovice, výjimkou byla pouze léta 1938 až 1945, kdy se nakrátko vrátilo německé označení Endersdorf.
Zřejmě už v době otevření trati byla dána do provozu vlečka o celkové délce 267 m do pily Rudzinsky v dnešní polské vsi Podlesie. Vlečka vedla z nádraží Ondřejovice přes pohraniční říčku Olešnici na pilu, která se nacházela na území Pruska. V červenci 1903 vzala vlečku i s mostem velká voda, k obnově došlo až v roce 1911. Po roce 1945 byla vlečka zrušena, ale torzo mostu přes Olešnici zůstalo zachováno.
Asi v roce 1939 pak byla zřízena další vlečka a to do areálu Muna, který sloužil jako zajatecký tábor, následně jako továrna na výrobu munice a muniční sklad. Tato rozsáhlá vlečka měla celkovou délku kolejí 7 km, byla na ní také kolejová smyčka či lokomotivní remiza. Provoz vlečky byl zastaven v roce 2003, ještě v roce 2005 kolejiště existovalo, ale už nebylo používáno. V následujících letech (do roku 2010) byla vlečka zcela vytrhána.

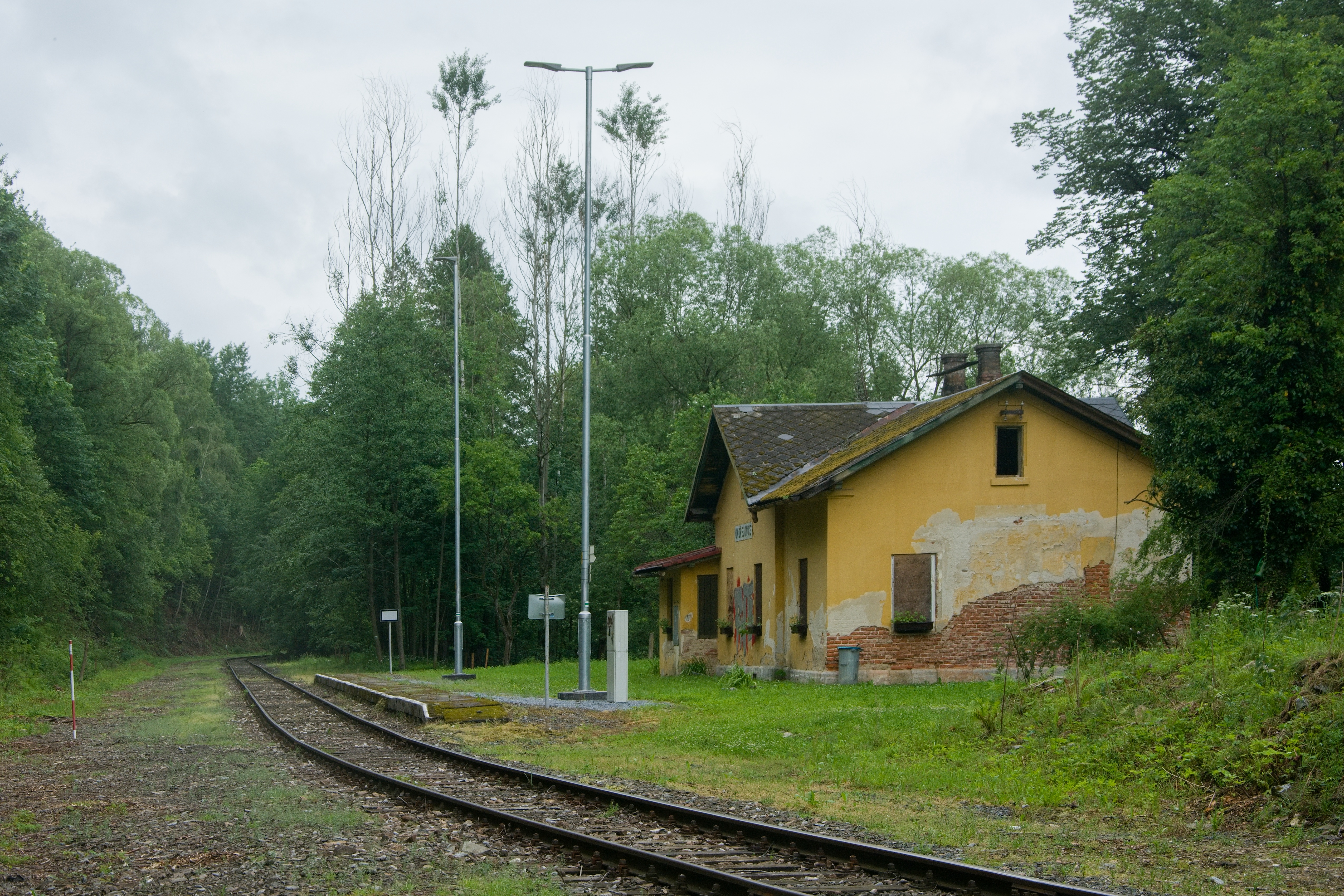
Celkový pohled na zastávku v roce 2024

Někdejší kolejiště bylo zcela sneseno v roce 2013, zbyla pouze traťová kolej.

## Popis zastávky
U zastávce je u traťové koleje z betonových panelů zřízeno jednostranné vnější nástupiště o délce 51 m s nástupní hranou ve výšce 250 mm nad temenem kolejnice.
Někdejší nádražní budova je uzavřená a zdevastovaná, cestující se mohou v případě nepříznivého počasí skrýt pod zastřešenou venkovní částí budovy.